# Bief Rouge
Pour les articles homonymes, voir Bief (homonymie).
Le Bief Rouge est un ruisseau du massif du Jura qui coule dans le département du Doubs, en région Bourgogne-Franche-Comté. C'est un affluent en rive droite du Doubs, donc un sous-affluent du Rhône par le Doubs et la Saône.

## Géographie
La longueur de son cours d'eau est de 7,33 km. Il naît de plusieurs sources dont la plus haute se situe dans la commune des Hôpitaux-Neufs, juste à la limite avec la commune de Métabief, à 973 m d'altitude. Dès son entrée sur le territoire de Métabief, il reçoit les eaux de trois autres sources étagées : la Creuse (956 m), le Clos Bayet (952 m) et la Carrée (951 m). Il s'écoule ensuite dans le val synclinal de Mouthe en direction du sud-ouest et reçoit un affluent rive droite : le Bief Bleu. Il rejoint le Doubs à l'entrée des gorges du Fourpéret sur la commune de Fourcatier-et-Maison-Neuve.

## Toponymie
Le qualificatif "rouge" tient à la coloration que prenait autrefois le ruisseau au niveau des Longevilles, quand on l'utilisait pour laver le minerai de fer extrait des mines du Mont d'Or.
Au XIIIe siècle, le ruisseau marquait, près de sa source, la limite entre la seigneurie de Jougne et le baroichage de Pontarlier. Ce rôle de bornage (mete en vieux français) associé à sa dénomination de bief, sont à l'origine du nom du village situé dans la pente : Métabief aujourd'hui.

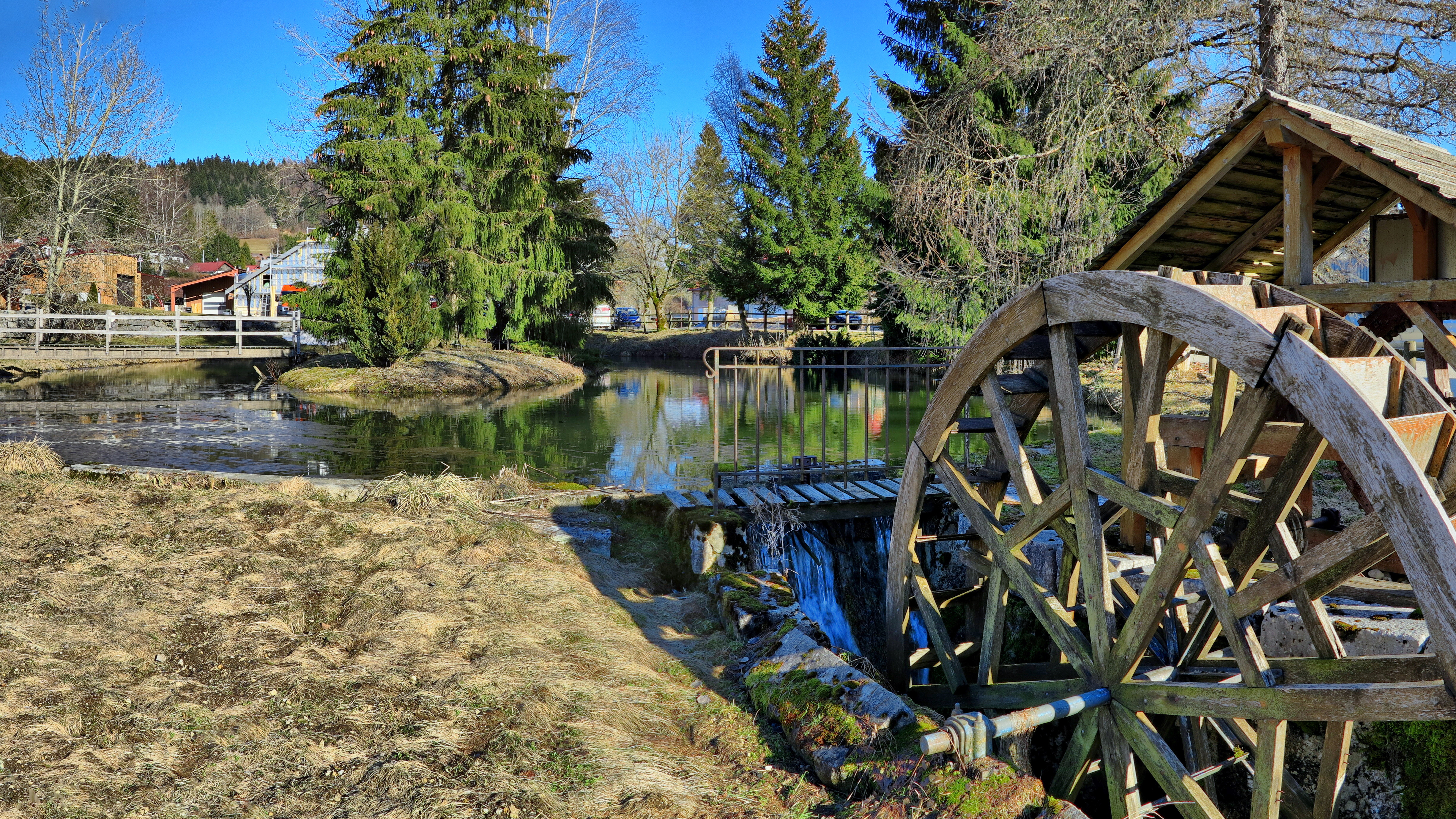
Roue à aubes sur le Bief Rouge à Métabief.
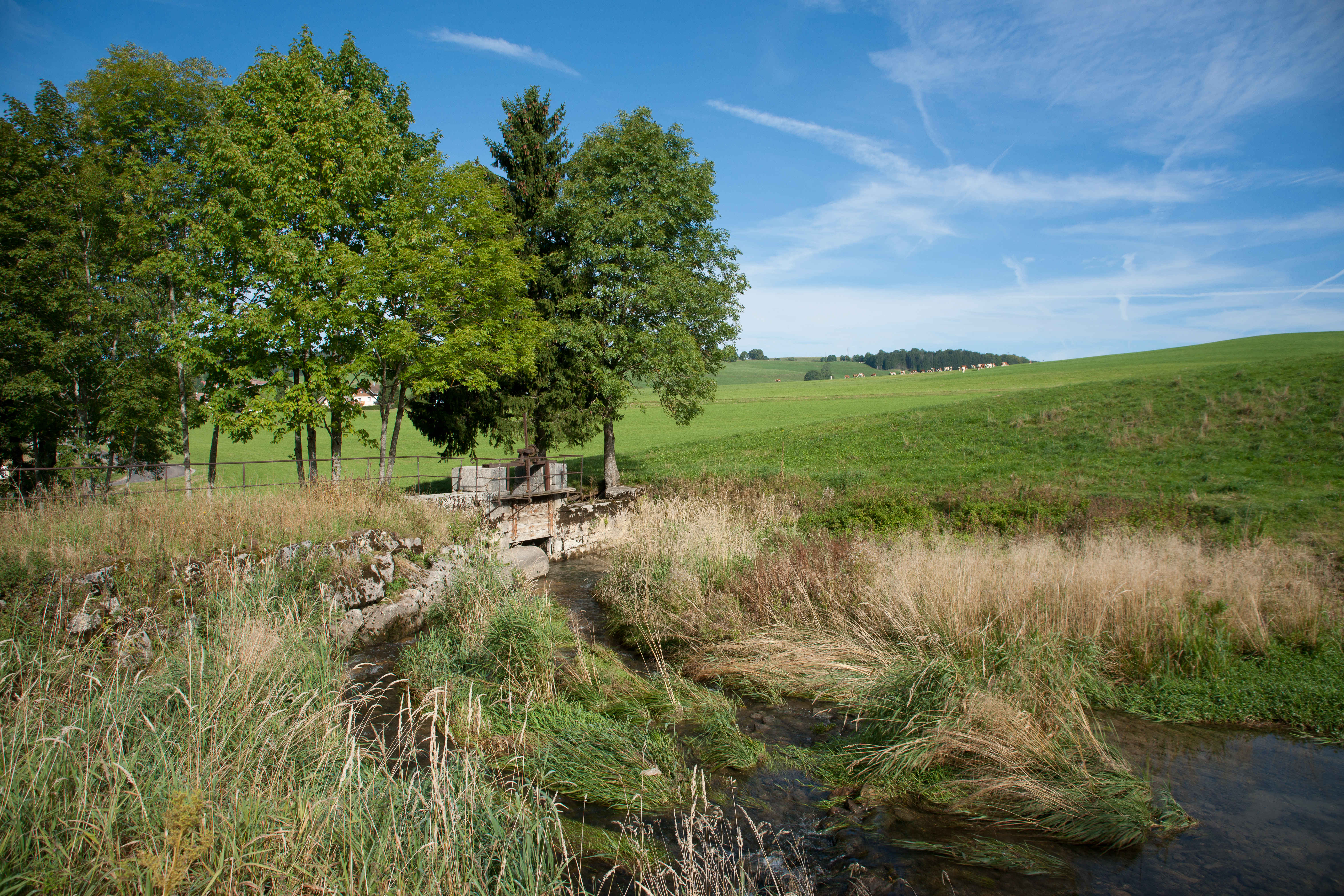
Bassin de retenue de l'usine communale de Métabief.

### Communes et cantons traversés
Dans le seul département du Doubs, le Bief Rouge traverse cinq communes : Les Hôpitaux-Neufs, Métabief, Saint-Antoine, Longevilles-Mont-d'Or et Fourcatier-et-Maison-Neuve.

### Bassin versant
Le Bief Rouge traverse deux zones hydrographiques : 
- Le Doubs du Bief Rouge inclus au ruisseau de la Fontaine ronde (U201)
- Le Doubs de sa source au Bief Rouge (U200)

## Affluent
Le Bief Rouge a un affluent référencé : le Bief Bleu en rive droite
Son rang de Strahler est donc de deux.

## Hydrologie
Le Bief Rouge a un régime pluvio-nival.

## Protection
Le Bief Rouge et son affluent le Bief Bleu font l'objet d'une protection au titre des ZNIEFF

## Tarissement temporaire des sources
Le 27 décembre 1912 à 7 heures du matin, lors des travaux de percement du tunnel du Mont-d'Or, une venue d'eau envahit le tunnel et l'on constate vers 10 heures que les sources du Bief Rouge ont taries. Ce n'est qu'après plusieurs opérations de colmatage avec création de barrages et galerie de dérivation que les sources retrouveront progressivement leur débit.